# Segelfluggelände Steinberg bei Wesseln

i7
i11
i13
Das Segelfluggelände Steinberg bei Wesseln liegt westlich des Ortsteils Wesseln der Stadt Bad Salzdetfurth im Landkreis Hildesheim in Niedersachsen, etwa 2,5 Kilometer nördlich des Zentrums von Bad Salzdetfurth. Direkt südlich des Segelfluggeländes liegt das Naturschutzgebiet Steinberg bei Wesseln.

## Flugbetrieb
Das Segelfluggelände ist mit einer 800 m langen und 30 m breiten Start- und Landebahn aus Gras (Richtung 09/27) ausgestattet. Es besitzt eine Betriebszulassung ausschließlich für Segelflugzeuge. Der Start von Segelflugzeugen erfolgt per Windenstart. Der Platz besitzt ein Gefälle von 30 m von Westen nach Osten. Daher erfolgen Landungen immer hangaufwärts auf der Landebahn 27. Starts erfolgen entgegen der Windrichtung. Der Halter und Betreiber des Segelfluggeländes ist die Segelfliegergruppe Salzdetfurth e. V.

## Geschichte
Die Segelfliegergruppe Salzdetfurth e. V. wurde 1953 gegründet. Sie benutzt das Segelfluggelände seit 1960.